# 中缅边民联欢大会
中缅边民联欢大会是1956年中华人民共和国和緬甸聯邦在边境地区举行的联欢会，先后于缅甸雷基、中国芒市举行。12月16日举行的芒市边民联欢大会最为著名，两国总理周恩来、吴巴瑞在内的诸多政要出席，有15,000名人民群众参与，有效缓和了中缅边境的紧张氛围。

## 背景
中華民國國軍在第二次国共内战滇南战役中失利，將領李弥率部退至中缅南段未定界以西地区；为防止国军袭扰，中国人民解放军于1952年追击国军进入缅甸境内并驻扎下来；缅甸时值内战，无暇顾及边境地区。1955年11月20日，缅军向中缅南段未定界推进时遭遇中国军队，双方爆发冲突，是为“黄果园事件”，在缅甸国内引起反华浪潮。缅甸政府对中国是否抱有“领土野心”存在疑虑，加之边境地区多种不稳定的因素，引发了中缅两国领导人对如何维护边疆安宁以及改善两国关系展开思考。

## 雷基边民联欢大会
1956年1月，缅甸外交部会见中国驻缅甸大使馆人员，通告缅方定于2月7日至8日在克钦邦八莫以东、与中国陇川县章凤拉影相邻的雷基举行数千人参加的边民大会。2月1日，中国外交部致电驻缅大使姚仲明，原则上同意中方应邀参加雷基边民大会。2月7日，中方代表团抵达雷基，主要人员有驻缅大使姚仲明、德宏州州长刀京版、中国人民解放军保山边防分区司令员丁一、云南省人民委员会秘书长张子斋、德宏州副州长雷春国；缅方有内政部长波钦貌格礼、克钦邦政府主席都瓦素伦、缅甸驻昆明总领事、外交部常任秘书、政府秘书长以及多位军方将领及5,000多名边民。
2月7日下午，大会召开，由克钦邦政府吴拉建部长担任主席，首先宣读了缅甸总理吴努的贺函，随后波钦貌格礼、都瓦素伦、姚仲明、张子斋先后发表讲话，主要涉及中缅友好、对处理边民问题的宽大态度。2月8日的大会中，缅方宣读了边民的意见书，涉及出入境、边境违法犯罪、中缅会晤商讨界务、货币兑换等方面，因涉及国家层面，波钦貌格礼表示将与中国政府协商后解决。
2月21日，缅甸总理吴努致信中国总理周恩来，向其通报了雷基边民大会的情况，称会议“获得不可限量的成功”，进而提出下次会议最好在中国云南举行。

## 芒市边民联欢大会

### 决策与筹备

联欢大会的重要场所——建于1953年的芒市小礼堂。中缅两国边境地区少数民族公众领袖座谈会、欢迎缅甸贵宾宴会、文艺晚会、仪仗队检阅均在芒市小礼堂举行。

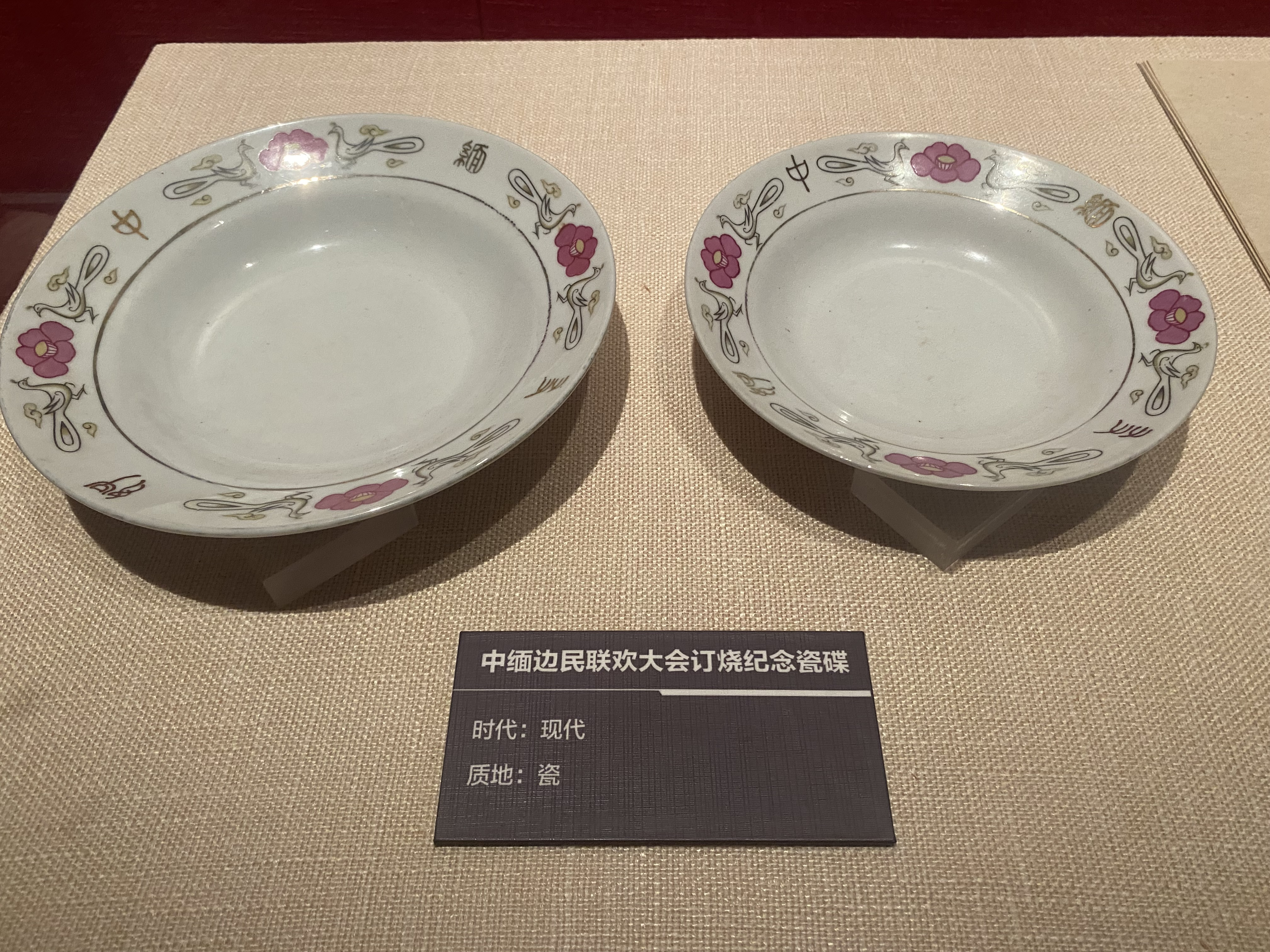
中缅边民联欢大会纪念瓷碟

1956年5月20日，周恩来复信吴努，对在中国云南召开中缅边民大会表示赞同。
|                                                | 为了增进两国边民的友好往来和和睦相处，我同意总理阁下关于召开边民大会的建议。我国将在1956年的适当时机在云南边境召开一次边民大会，届时一定会邀请缅甸代表团参加。如果那时候我能抽得出时间来，我非常愿意在这样一个会议上同你会见的。 |
| ——周恩来于1956年5月20日对吴努2月21日来信的答复 | |

1956年5月25日，云南省委向中央呈报了《关于举行中缅边民联欢大会的意见》，就会议内容、规模、举办地点等提出了具体建议。6月21日，中共中央作出正式批复：会议地点选择在基础设施较好的芒市（另一方案为瑞丽）；会议规模较“雷基会议”更大，由省一级领导出面主持；会议内容为联欢联谊，开展个人接触交谈，期间举行一次双方官员和代表讲话。10月初，成立云南省边民联欢大会筹备办公室，11月13日制定了《对德宏傣族景颇族自治州边民联欢大会活动的安排方案》报中央审批。11月29日，中国外交部就联欢大会日程安排告知了驻缅大使馆和云南省委，确定使用名称“中缅两国边境人民联欢大会”，由云南省人民委员会主持，大会日期从12月15日至17日共三天。

### 召开

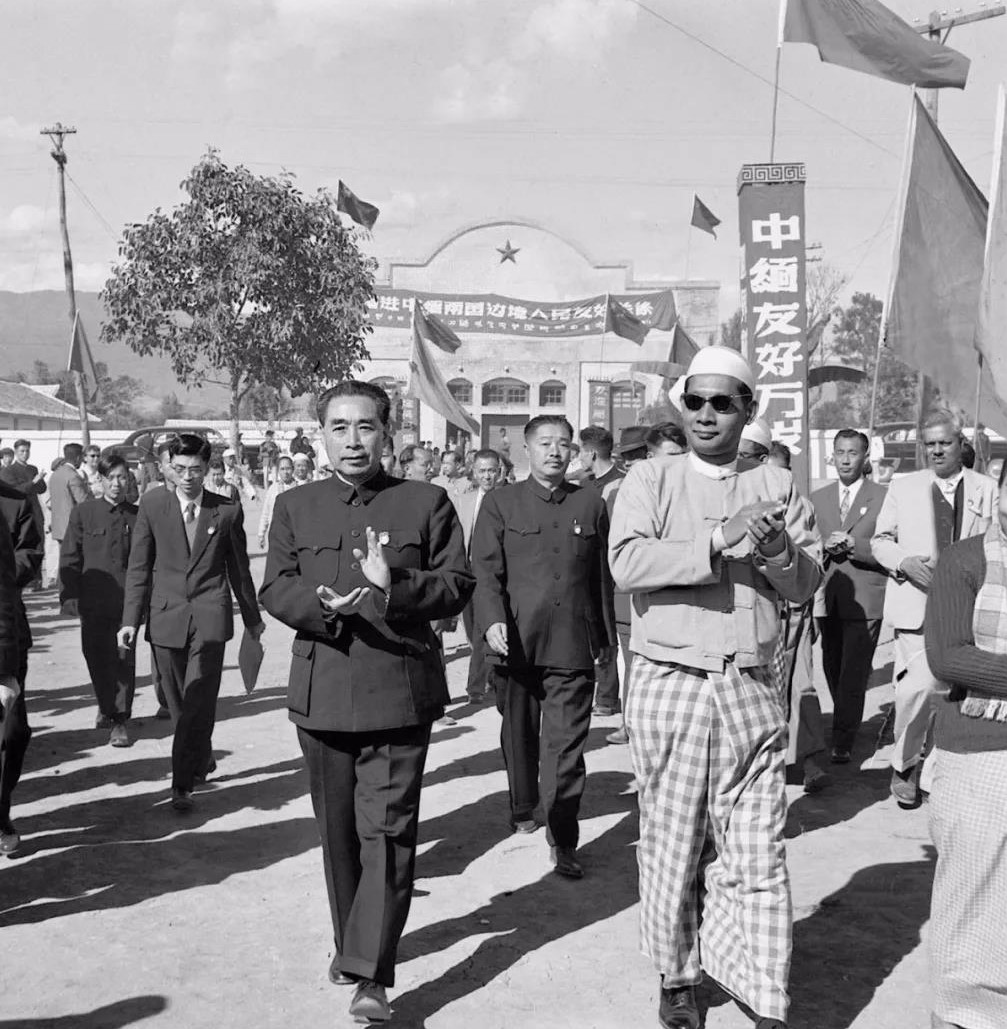
周恩来与巴瑞 (1915年)步入会场

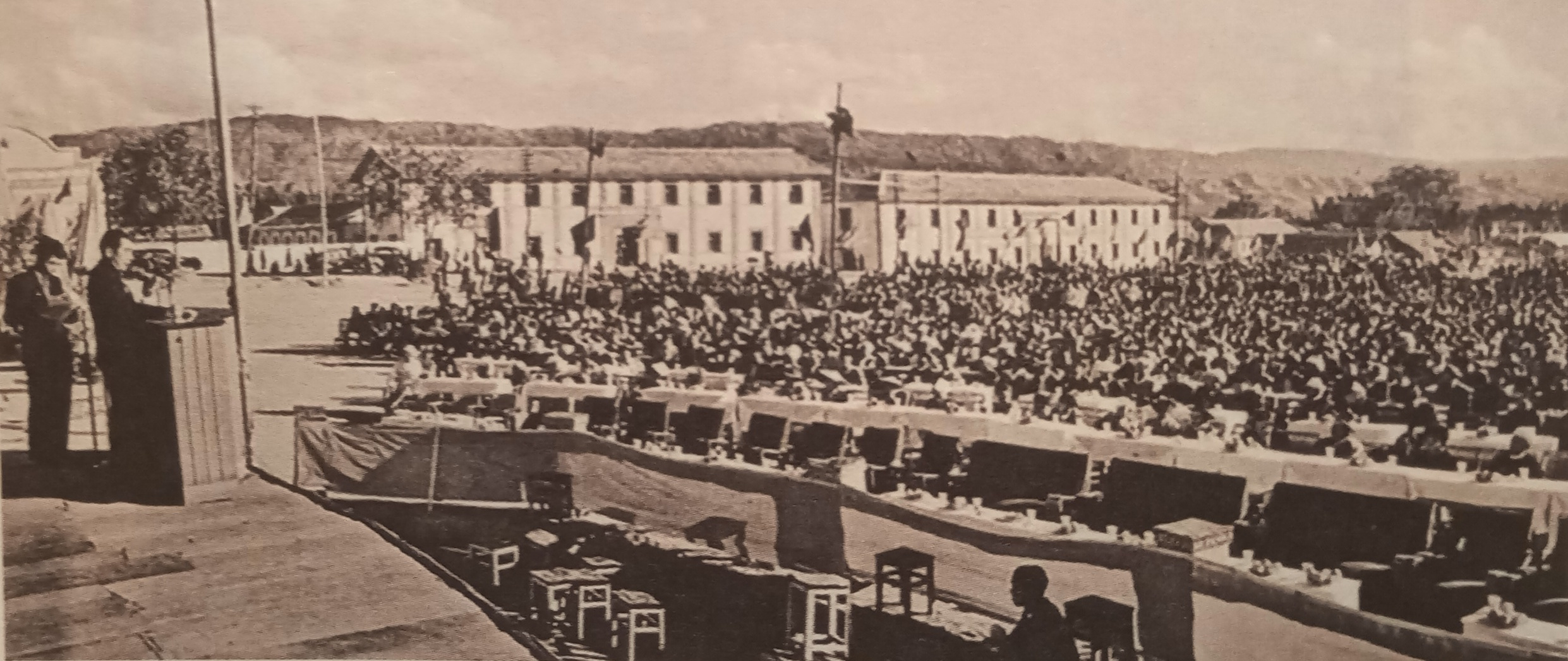
周恩来在大会上发表讲话

12月14日傍晚，缅甸掸邦内政部长兼外交部长苏帕率第一批缅甸代表团64人抵达芒市。12月15日，在缅甸访问的周恩来总理与贺龙副总理从黑河机场飞往腊戌，汇合缅甸总理吴巴瑞、副总理吴觉迎一行，于当日下午乘车抵达畹町。在畹町桥头与前来迎接的云南省副省长刘明辉、省委书记谢富治、德宏州长刀京版检阅仪仗队，接受少数民族青年献花，当日晚8时乘车抵达芒市。
12月16日上午，周恩来与吴巴瑞在芒市宾馆举行了中缅两国少数民族公众领袖人物座谈会；下午，于芒市广场正式举行联欢会，两国边民15,000人手举两国国旗、敲动数十对象脚鼓庆祝盛典。下午3:05，两国政要在主席台就坐，云南省副省长刘明辉致欢迎词，周恩来、吴巴瑞、克钦邦政府主席吴赞塔信、副主席苏比、德宏州长刀京版、副州长雷春国先后发表讲话，随后观看云南省各文艺团体表演的民族歌舞和杂技。会后，周恩来与吴巴瑞在芒市宾馆种下两株象征中缅友谊的缅桂花树。17日清晨，两国总理在芒市广场检阅仪仗队，与人群握手道别，上午8时登上汽车离开芒市，周恩来继续前往缅甸进行友好访问，刘明辉陪同至畹町。18日，缅方代表全部离境。

### 参会人员
缅方共有286人受邀参加联欢，包括国家领导人及随员30人、克钦邦77人、掸邦145人、军方19人；中方共有165人受邀参加联欢，包括国家领导人2人、中央机关4人、云南省级政要及军方15人、德宏州76人、思茅专区14人、临沧专区24人、丽江专区15人、文艺界10人。下表列出主要人员名单：

#### 缅方主要人员名单
| - 总理吴巴瑞及夫人 - 副总理兼外交部长藻昆卓 - 副总理吴觉迎 - 克钦邦政府主席兼事务部长吴赞塔信 - 财政部长波钦貌格礼及夫人 - 缅军总司令奈温 - 驻华大使吴拉茂及夫人 - 外交部常任秘书巴灵顿 | - 总理秘书吴丹 - 克钦邦财政部长杜瓦拉旺力 - 克钦邦教育卫生部长吴登汉 - 克钦邦农林部长波吞纽 - 密支那县长吴巴棉 - 八莫县长吴巴丁 - 掸邦内政兼司法部长苏帕 - 掸邦财政部长素拉 | - 掸邦公共事业部长吴波蒙 - 果敢土司杨振材 - 蒙林土司孙蒙雷 - 蛮山土司苏孙 - 蒙滚代理土司苏鲁蒙 - 木迈代理土司吴丹丁 - 蒙许代理土司吴素纽 - 北宣威代理土司苏曼帕 | - 猛密代理土司苏美 - 东北特别县长吴昆瓮甲 - 雷林县长素生 - 景栋县长吴吞鲁 - 腊戌市长吴巴胜 - 南图土司孙里 - 加巴拿土司坎宁 - 那玛里土司诺森 |

#### 中方主要人员名单
| - 国务院总理周恩来 - 国务院副总理贺龙 - 驻缅甸大使姚仲明 - 中央民族事务委员会副主任刘春 - 外交部礼宾司副司长张世杰 - 公安部九局局长于桑 - 云南省人民委员会副省长刘明辉 - 云南省人民委员会秘书长张子斋 - 昆明军区司令员、云南省委第一书记兼政协主席谢富治 - 云南省政协副主席兼中共云南省委统战部长陈方 - 云南省民革副主席龙泽汇 - 云南省民盟副主席杜棻 - 云南省民建副主席杨克成 - 九三学社云南省筹委会主任委员秦瓒 - 昆明军区副司令员鲁瑞林 | - 德宏州长刀京版（原干崖土司） - 德宏州副州长龚绶（原南甸土司） - 德宏州副州长衎景泰（原勐卯土司） - 德宏州副州长多永安（原陇川土司） - 德宏州副州长思鸿升（原盏达土司） - 德宏州副州长方吉龙（原芒市土司方御龙之弟） - 德宏州副州长思伟章 - 德宏州副州长雷春国（原景颇族大山官） - 德宏州副州长司拉山（原景颇族大山官） - 德宏州副州长排启仁（原景颇族大山官） - 德宏州副州长石老二 - 德宏州副州长张文才 - 德宏州副州长李临五 - 德宏州副州长段华明 - 德宏州副州长王之祥 - 德宏州政协主席、地委书记郑刚 | - 德宏州政协副主席多英培（原遮放土司） - 德宏州政协副主席方化龙（原芒市土司代办） - 德宏州政协副主席蒋家杰（原勐板土千总代办） - 云南省人民代表梁金山 - 傣族佛爷伍古腊 - 沧源佤族自治县副县长罕富民（原勐角董土司） - 耿马傣族佤族自治县政协副主席罕万贤（原孟定土司） - 班洪王子胡玉堂 - 怒江州副州长李政才 - 怒江州副州长霜耐冬 |

## 影响
芒市边民联欢大会后，缅甸边境地区官员和民族上层对中国的态度明显好转，中缅边境地区形势大大缓和，为中缅边界问题的解决创造了良好的氛围，最终于1960年10月1日签订《中华人民共和国和缅甸联邦边界条约》。

## 纪念

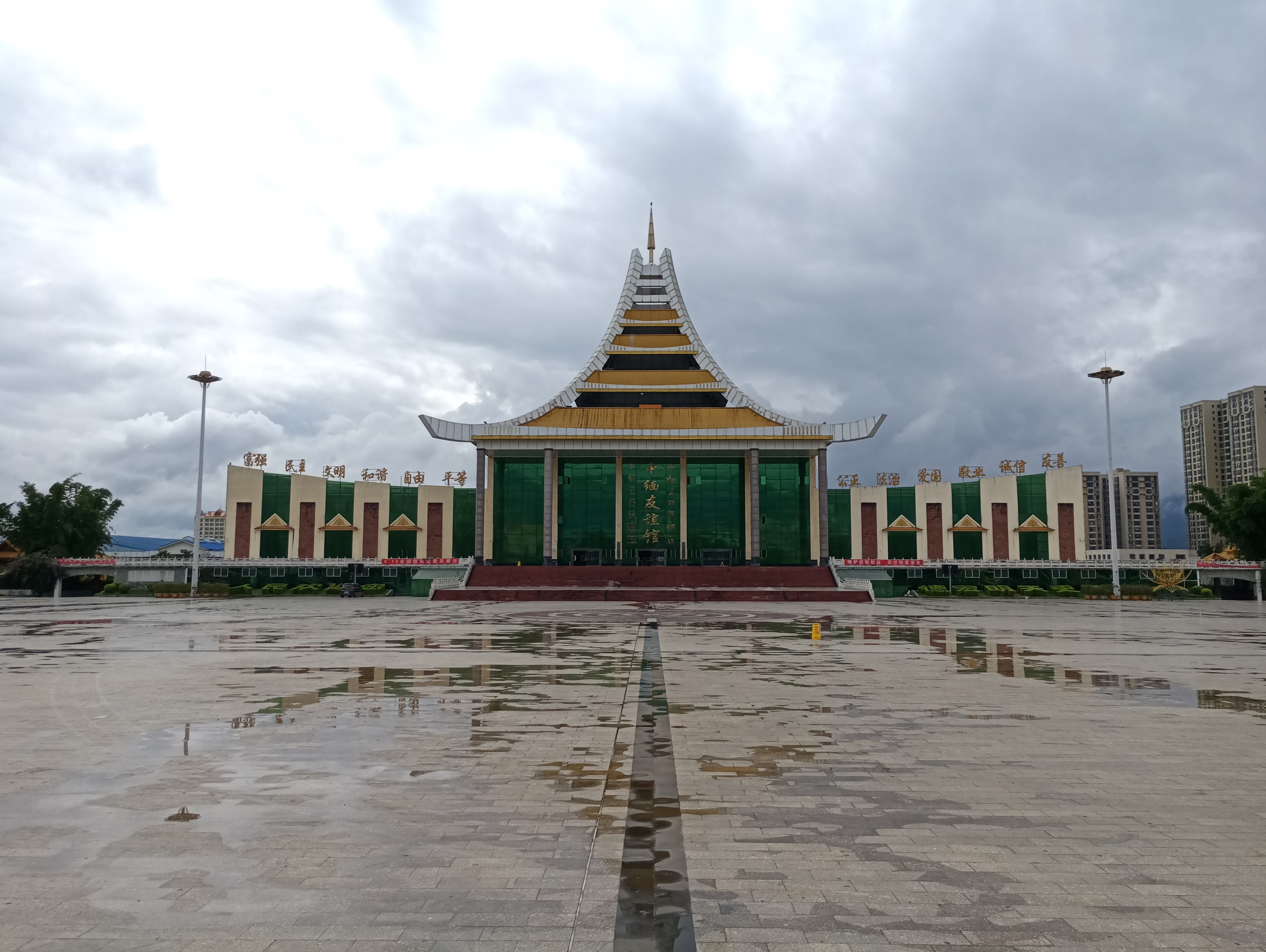
中缅友谊馆

1985年，中共中央总书记胡耀邦为周恩来与吴巴瑞种下的缅桂花树题词“友谊之花香飘万代，祝愿中缅两国人民世代友好下去”。1986年，在中缅边民联欢大会三十周年之际，芒市政府在芒市民族文化宫内建成“周恩来总理纪念亭”。2006年，中缅边民联欢大会五十周年时，德宏州筹措资金2000多万元，建成中缅友谊馆。边民联欢大会中的重要场所芒市小礼堂在2012年被德宏州政府公布为州级文物保护单位，2018年升格为云南省文物保护单位。
2000年起，瑞丽市、畹町经济开发区、木姐市、南坎市、九谷市共同举办“中缅胞波狂欢节”，至2024年已举办21届。

## 脚注
1. ↑  卓人政, 2003
2. ↑  于海洋, 2001
3. 1 2  王士录, 2007
4. 1 2 3 4 5 6  卓人政 & 刘竹影, 2003
5. 1 2  德宏州文物保护单位实录, 2015, P178
6. 1 2 3 4 5  卓人政, 2003
7. 1 2 3 4 5 6 7  金保荣, 2007
8. 1 2  潞西县志, 1993, P286-287
9. ↑  参加中缅两国边境人民联欢大会人员名单
10. 1 2  陈祖英, 2003
11. ↑  项陆才; 马天静; 赵学康; 马益华. . 春城晚报. 2006-12-17  [2020-04-08]. （原始内容存档于2019-09-23）.
12. ↑  . 云南省文化和旅游厅. 2018-12-29  [2019-07-22]. （原始内容存档于2019-02-14）.
13. ↑  杨常锁, 2003
14. ↑  李晓琳. . 中国新闻网. 2019-10-03  [2020-04-08]. （原始内容存档于2020-08-21）.

## 文献资料
- 卓人政. . 百年潮. 2003, (9): 21–27. doi:10.16624/j.cnki.11-3844/d.2003.09.003.
- 于海洋. . 党史天地. 2001, (1): 29–32. ISSN 1004-8707.
- 王士录. . 云南社会科学. 2007, (2): 100-103. ISSN 1000-8691. doi:10.3969/j.issn.1000-8691.2007.02.028.
- 金保荣. . 云南档案. 2007, (4): 22-23. ISSN 1007-9343. doi:10.14074/j.cnki.yunnan.archives.2007.04.013.
- 卓人政 主编; 云南省委党史研究室 编. . 北京: 中央文献出版社. 2003. ISBN 7-5073-1524-X.
  - 卓人政; 刘竹影. : 102–111.
  - 卓人政. : 112–152.
  - 陈祖英. : 201–215.
  - 杨常锁; 陈江. : 216–225.
  - : 254–271.
- 何萍 主编; 云南省潞西县志编纂委员会 编. . 昆明: 云南教育出版社. 1993. ISBN 7-54150-685-0.
- 德宏傣族景颇族自治州政协文史资料委员会. . 芒市: 德宏民族出版社. 2015. ISBN 978-7-5558-0251-8.